# Axel Brunskog
Axel Viktor Brunskog, född 31 juli 1878 i Sankt Nikolai församling, Stockholm, död 10 april 1946 i Linköping, var en svensk arkitekt. 

## Biografi
Brunskog studerade vid Tekniska skolan i Stockholm 1893–1896, Kungliga Tekniska Högskolan 1898–1902 och vid Kungliga Akademien för de fria konsterna 1902–1905. Under studietiden (1904) tävlade och vann han tävlingen om ett nytt stadshotell i Västervik, men hans förslag utfördes aldrig. Han var anställd hos domkyrkoarkitekt Theodor Wåhlin i Malmö 1905–1907. Från 1908 var han verksam i Linköping.
Brunskog är skapare av många byggnader i centrala Linköping, bland annat det gamla vattentornet (som numera är ombyggt till lägenheter), Katedralskolan och Folkungaskolan. I Örebro har Brunskog ritat Engelbrektsskolan vid Oskarsplatsen. Den är uppförd 1923–1925 i nordisk klassicistisk stil.
I mars 2011 hyllades han med en egen utställning i friluftsmuseet Gamla Linköping.

## Verk i urval

### Byggnader i Linköping
- Vattentornet på Kanberget 1909
- Folkungaskolan 1912
- Katedralskolan 1915
- Missionkyrkan 1923-1924
- Bostadshus vid Platensg 13, 1912
- Storgatan 44, 1912.

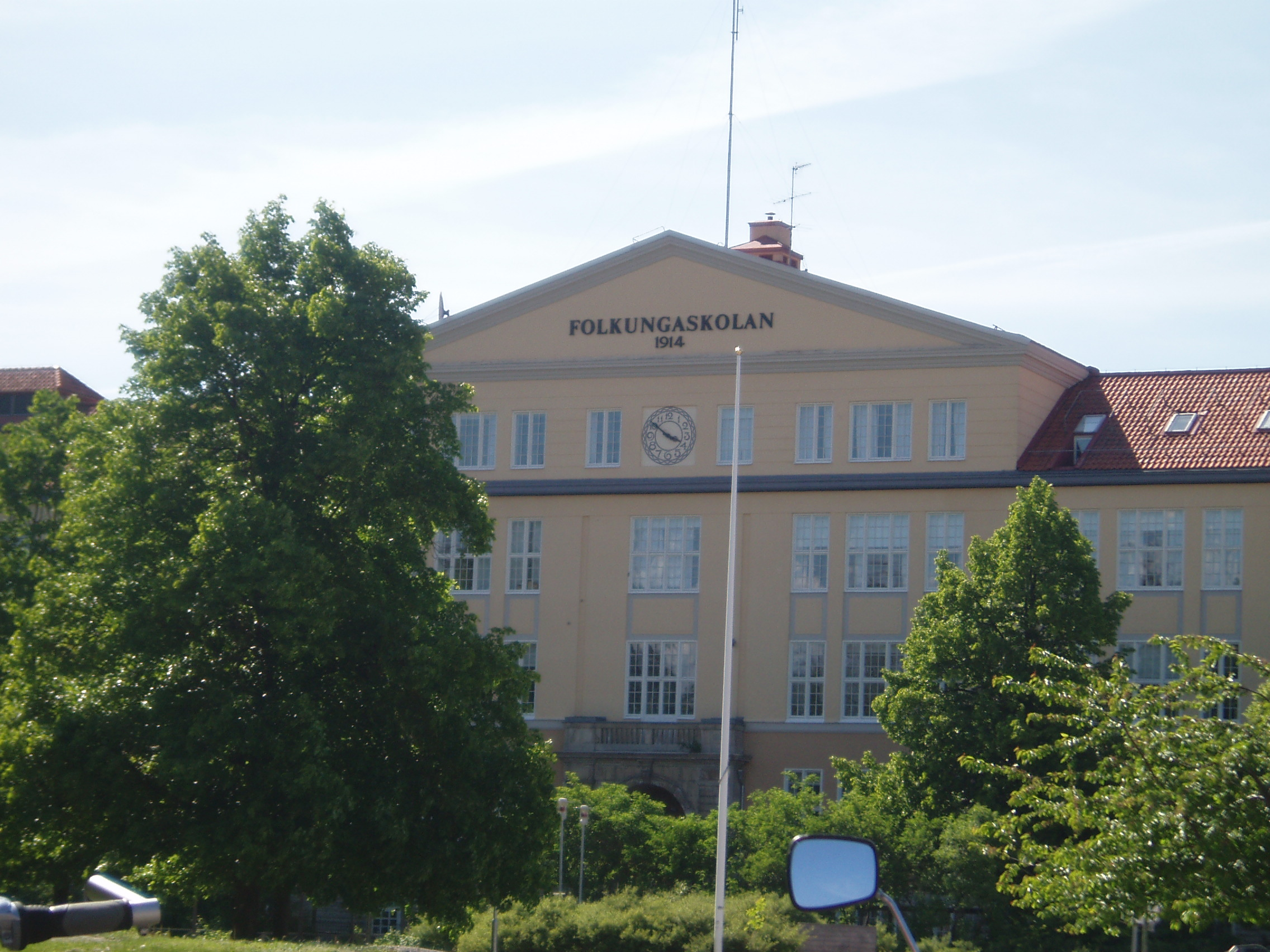
Folkungaskolan

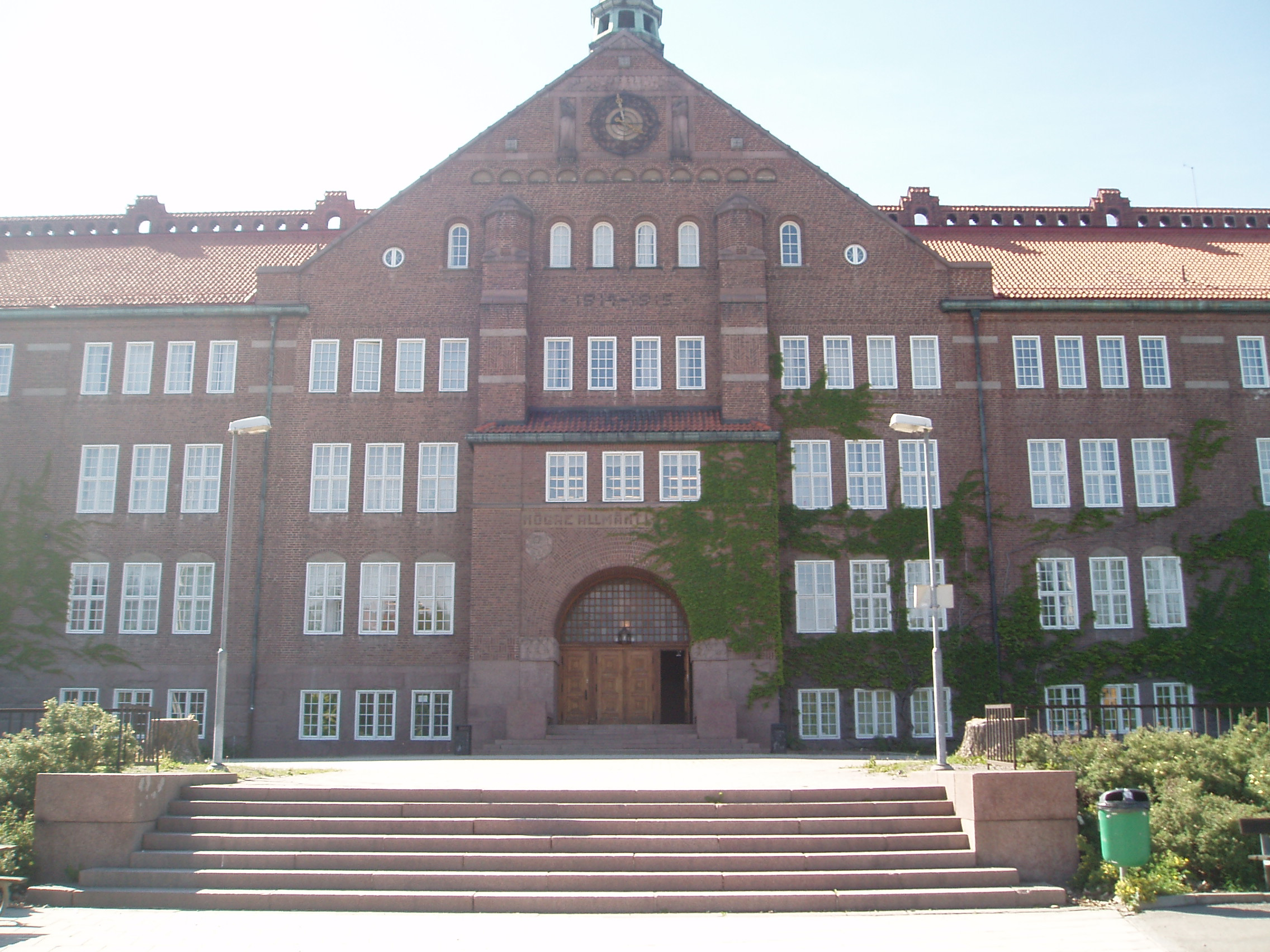
Katedralskolan

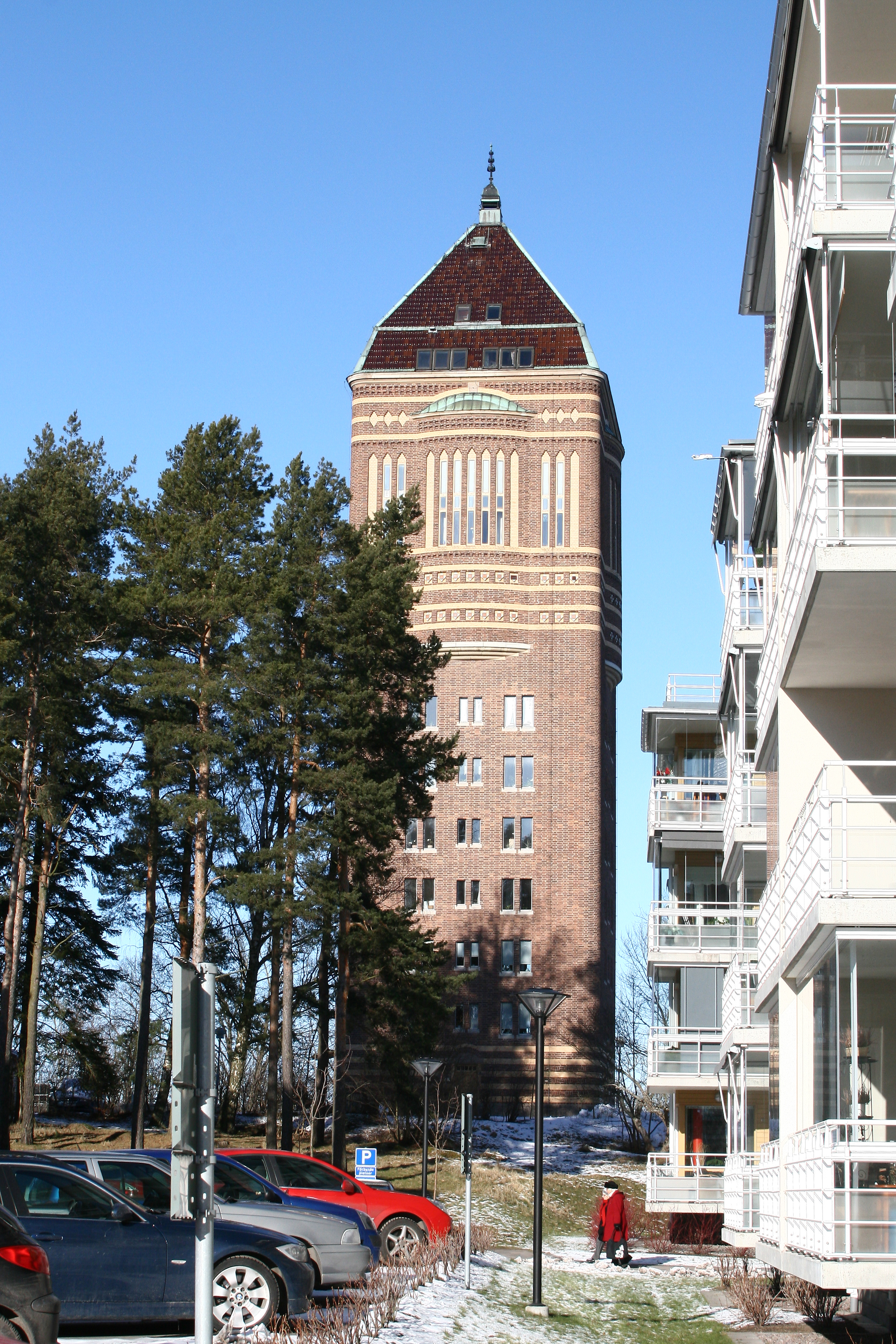
Gamla vattentornet på Kanberget

- Centralpalatset, kvarteret Epåletten 8, 1908.
- Linköpings småskoleseminarium, kvarteret Dockan 5, 1908.
- Tillbyggnad av Elementarläroverket för flickor, Vasavägen, 1909.
- Dryckeshornet 6, Sankt Larsgatan, 1909.
- Kv Ekollonet 1, Hospitaltorget, 1910-1911.
- Kv Arkitekten 4, 1911-1912.
- Kv Assyrien 5, 1911.
- Kv Assyrien 3, 1912.
- Kv Bofinken 5, Engelbrektsplan, 1912.
- Kv Elddonet 7 A, Hospitaltorget, 1912.
- Tryckeri i kv Badhuset 2 B, Sankt Larsgatan 19, 1912.
- Kv Dromedaren 2, 1912.
- Kv Blåklockan 16 B, Hamngatan 12 B, 1913.
- Kv Arkitekten 3, 1914.
- Tillbyggnad i Lambohov, 1914.
- Kv Emiren 2, Djurgårdsgatan 39, 1915.
- Kv Elddonet 5, Drottninggatan 41, 1916.
- Tennishall, kv Aspen 3, 1916.
- Villa, kv Eternellen 47, 1917.
- Villa, kv Eken 2, 1917.
- Dubbelhus, Östgötagatan 52-54, 1919.
- Stadshuset, ändring, i kv Agaten, 1921.erke
- Kv Enigheten 7, Kaserngatan 23, 1922.
- Kv Facklan 5 och 10, Västra vägen 20-22.
- Kv Flodhästen 14, Västra vägen 14, 1923.
- Kv Arkitekten 14, 1924-1925.
- Kv Arkitekten 12, 1925-1926.
- Soldathem, 1925.
- Lasarettet, tillbyggnad, 1925.
- Decimalen 1 B, Replsagaregatan, 1925.
- Kv Alprosen 3, 1925.
- Kv Arkitekten 7 B, tillbyggnad, 1926.
- Villa, kv Elefanten 3, 1926.
- Kv Däckeln 2 A, Nygatan, 1926.
- Kv Alprosen 5 1926-1927.
- Kv Alprosen 4, 1928-1929.
- Kv Apoteket, Stora Torget, ändringsritning, 1927.
- Kv Delfinen 1, Trädgårdstorget, 1927.

- Kv Armenien 5 och 6, 1928.
- Kv Dryckeshornet 3, 1929.
- Kv Drotten 4, 1930.
- Kv Assyrien 2, 1930.
- Kv Ankan 1, 1931-1932.
- Kv Domaren 7, 1931-1935.

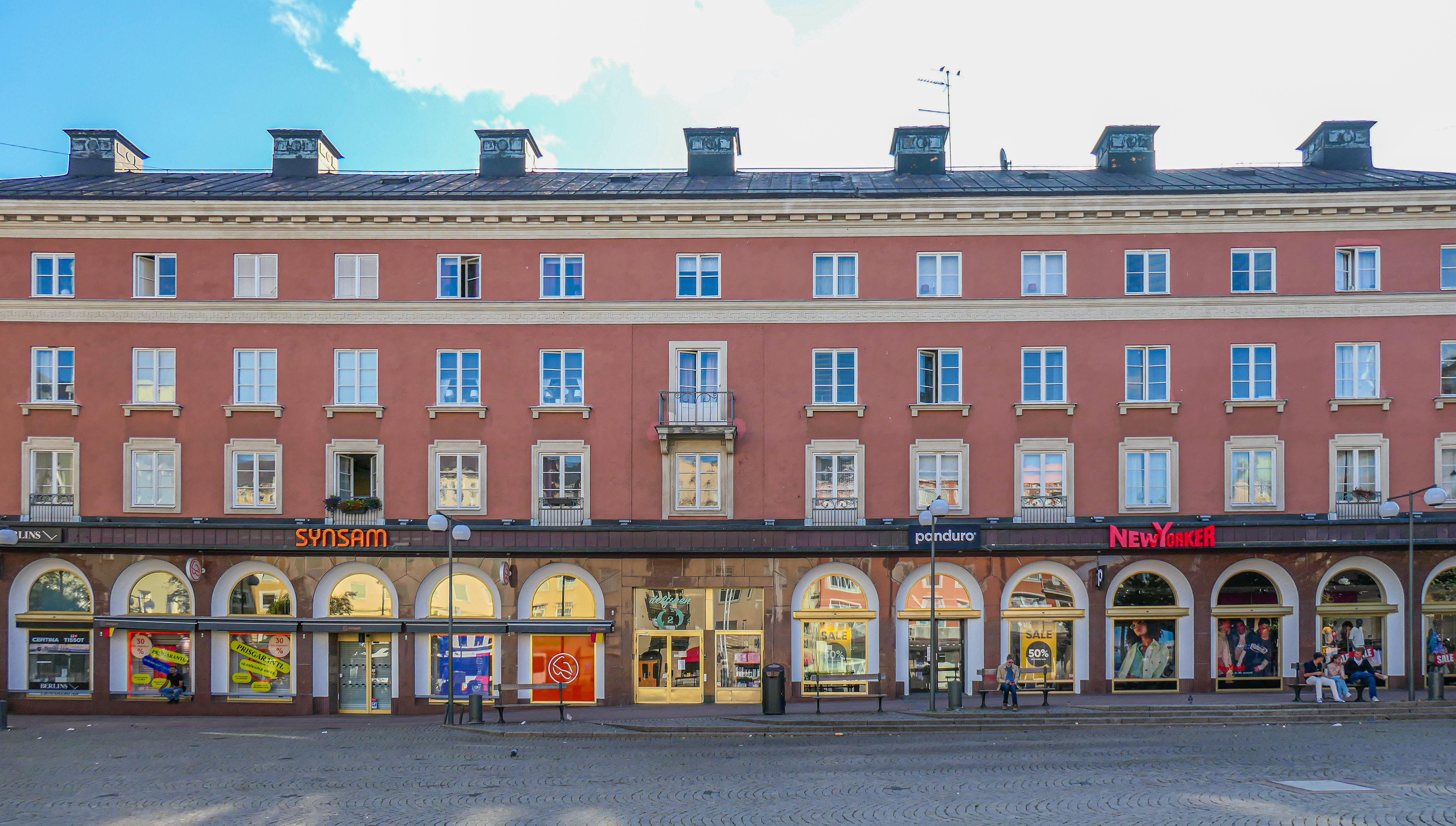
Delfinpalatset i Linköping i juli 2023.

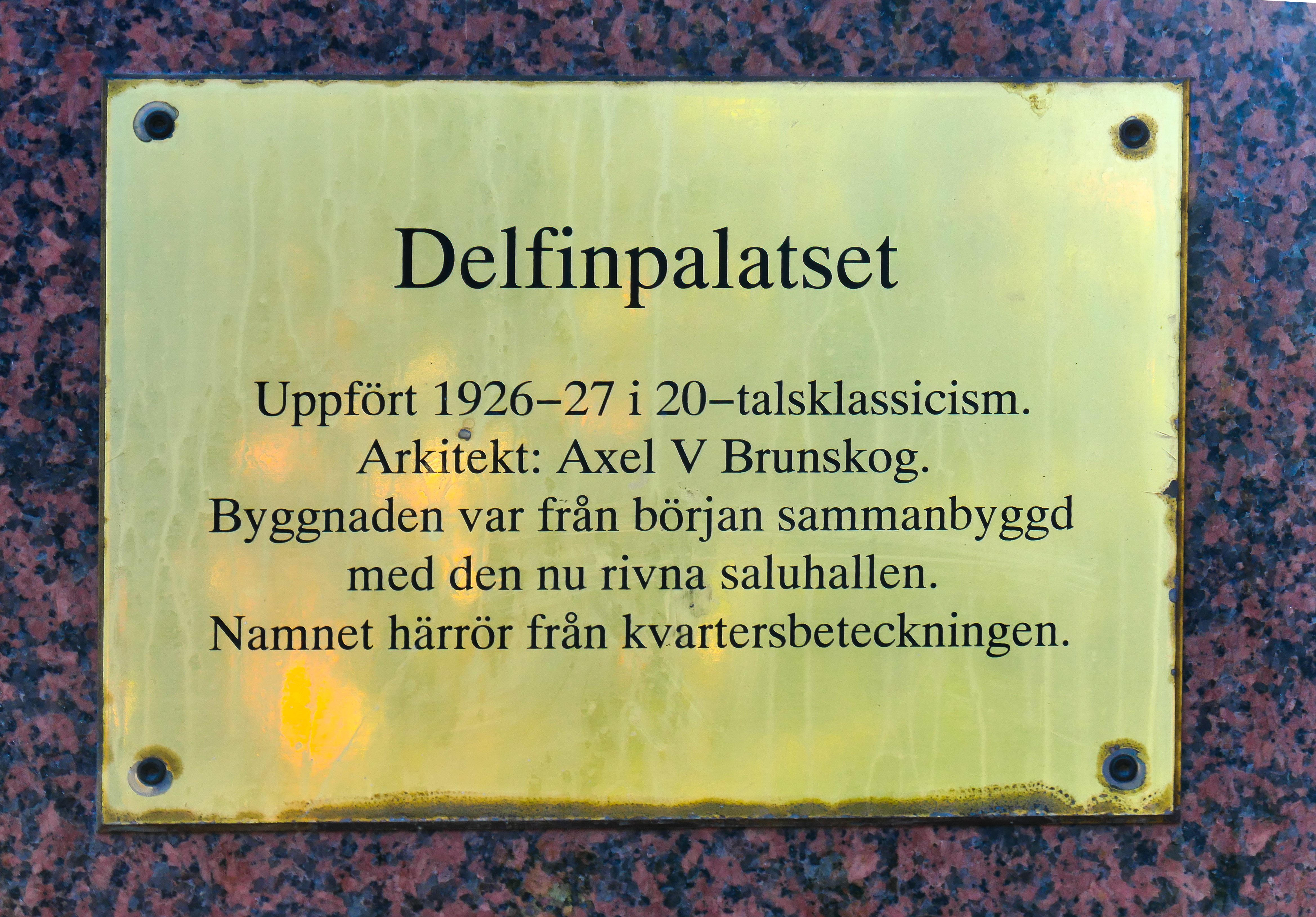
Plakett på Delfinpalatset.

- Kv Eldaren 3, Tränggatan 8, 1931-1932.
- Kv Baggen 26 B, Platensgatan 7, 1934.
- Kv Assyrien 1, 1935.

### Övriga Sverige
- Stäckö Skola, Åtvidaberg 1909

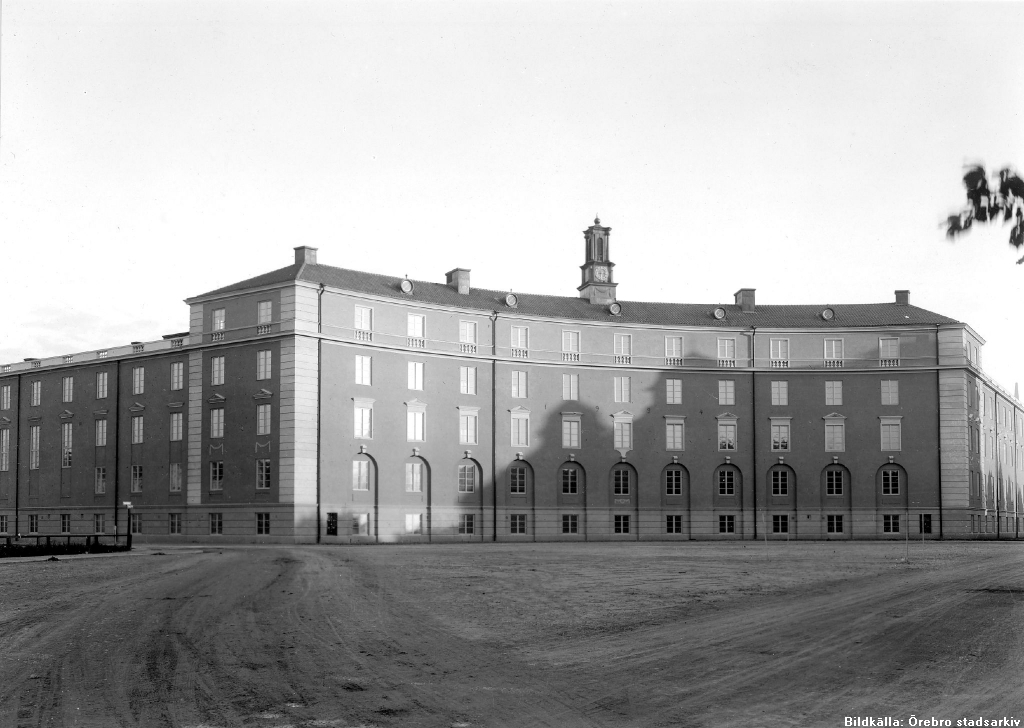
Engelbrektsskolan, Örebro

- Uppmätning och ändringsförslag för kyrkor bland annat i Sund 1910 och Gusum, Östergötland 1913, Linköpings domkyrka 1916, Skrukeby, Östergötland 1917
- Ombyggnad i Strålnäs, 1912
- Uppmätning av Vadstena munkkloster och förslag till Birgitta museum 1917
- Engelbrektsskolan, Örebro 1923-1925
- Församlingshem, Kimstad 1924
- Barnbördshus, Motala 1925
- Nya disponentbostaden, Ljungsbro 1927
- Förslag till ombyggnad av Stallet, Åtvidaberg 1928 och 1941
- Lindöskolan, Norrköping 1933
- Församlingshem, Björsäter 1933
- Harald Svenfelts villa, Ljungsbro 193
- Läroverkets annex vid Karstorpsvägen, Västervik 1935
- Lindhemsskolan, Västervik 1939
- Ålderdomshem, sjukhus, Västervik
- Telegraf och tandläkarebostad, Ljungsbro, 1939, Ljungsbro 1939
- Försökscentral, Malmslätt 1941
- Skolor, sjukhus och ålderdomshem i Norrköping, Örebro, Vimmerby, Motala och Oskarshamn